# 那須塩原市立関谷小学校

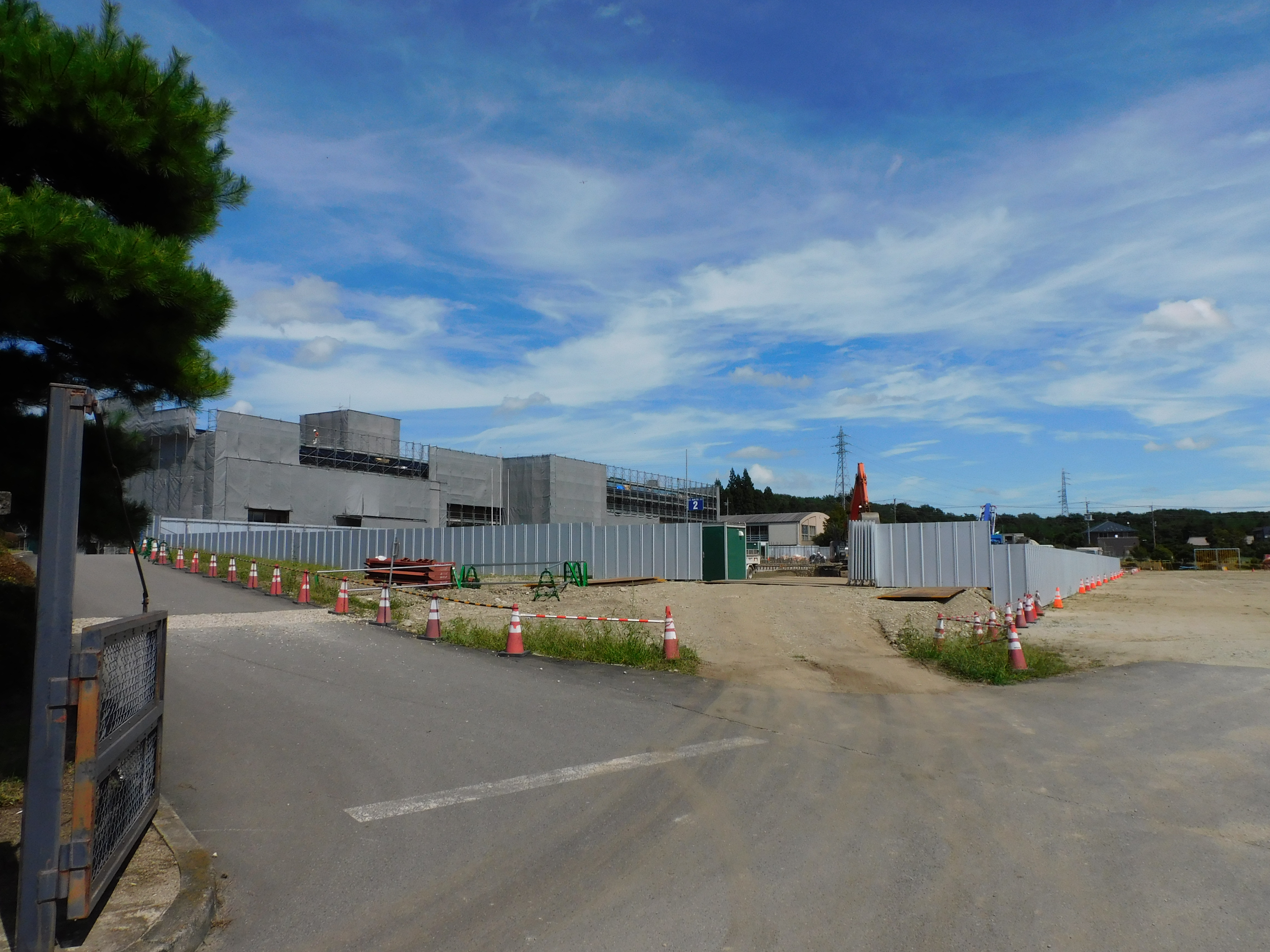
校内で建設が進む箒根学園の校舎

那須塩原市立関谷小学校（なすしおばらしりつ せきやしょうがっこう）は、栃木県那須塩原市関谷にある公立小学校。2022年（令和4年）5月1日現在の児童数は8学級146人。2023年（令和5年）に大貫小学校・横林小学校・箒根中学校と統合し、閉校予定である。統合校「那須塩原市立箒根学園」は関谷小学校の校地に設置される予定で、2022年（令和4年）7月から新校舎の建設工事が行われている。

## 沿革
関谷小学校（旧）
- 1874年4月23日 - 高貫校舎4番分校関谷学校として開校。
- 1902年10月15日 - 遅野沢尋常小学校を分教場とする。
- 1921年4月13日 - 高等科併置が許可。
- 1923年1月20日 - 大字下田野に新校舎を建築し移転。
- 1941年3月31日 - 国民学校令により箒根国民学校と改称。
- 1947年3月31日 - 学制改革により箒根村立関谷小学校と改称。
- 1956年9月1日 - 町村合併により塩原町立関谷小学校と改称。
- 1959年9月1日 - 遅野沢分校を廃止し、統合。
- 1960年4月13日 - 現在地（大字関谷1131番地）に新校舎を建築し移転。
- 1963年3月10日 - 校歌制定
- 1982年4月1日 - 郡の区域変更により塩谷郡から那須郡へ転属。
- 1992年2月28日 - 新校舎竣工
- 2001年2月17日 - 地番変更（関谷2018番地1）
- 2005年1月1日 - 市町村合併により那須塩原市立関谷小学校と改称。
- 2012年4月1日 - 小規模特認校に指定[5]。

関谷小学校（新）
- 2016年4月1日 - 関谷小学校（旧）と金沢小学校が統合し、那須塩原市立関谷小学校（新）として開校。
- 2021年10月27日 - 校庭で「関谷小」の人文字を作り、ドローンから空撮を実施[6]。

## 教育方針
- 校訓
  - 共に学ぶ
- 教育目標
  - よく考え、進んで学ぶ子
  - 思いやりのある子
  - 明るく元気な子
  - がまんづよい子

## 学校行事
地元のJAなすのと毎年農業体験交流会を開催している。2022年5月12日に行われた交流会では3年生の児童22人がアスパラガス農家を訪問し、収穫作業を体験した。
2020年11月より、PTAの父親らが毎週月曜日に児童に朝食を振る舞う「朝ごはんプロジェクト」を実施している。調理器具や野菜はアグリパル塩原から、米は保護者から提供を受け、全児童の8割ほどが朝食の無料提供を受けている。

## 通学区域
通学区域は以下の通りである。
那須塩原市
- 関谷
- 下田野
- 遅野沢
- 蟇沼
- 折戸
- 金沢
- 宇都野

## 交通
- JR東北本線（宇都宮線）西那須野駅より約11.4km